# Відкритий чемпіонат Австралії з тенісу 2004
Відкритий чемпіонат Австралії з тенісу 2004 — тенісний турнір, що проходив між 19 січня та 1 лютого 2004 року на кортах Мельбурн-Парку в Мельбурні, Австралія. Це був 92-ий чемпіонат Австралії з тенісу і перший турнір Великого шолома в 2004 році. Турнір входив до програм ATP та WTA турів.

## Події
Минулорічний чемпіон Андре Агассі програв у півфіналі Марату Сафіну, який у фіналі поступився Роджеру Федереру. Для Федерера це був другий титул Великого шолома, перший в Австралії. 
Минулорічна чемпіонка Серена Вільямс турнір пропустила через травму коліна. У фіналі Жустін Енен-Арденн перемогла свою суперницю-співвітчизницю Кім Клейстерс. Для Енен-Анденн цей титул був третім титулом Великого шолома. Чемпіонкою Австралії вона стала вперше. 
Чоловіча пара Мікаель Льодра / Фабріс Санторо відстояла свій титул. Для обох це був другий парний титул Великого шолома. 
Жіноча пара Вірхінія Руано Паскуаль / Паола Суарес вперше стали чемпіонками Австралії, але вони вже мали багацько інших титулів Великого шолома.  
Бовіна та Зімоньїч виграли мікст на турнірах Великого шолома вперше.

## Результати фінальних матчів

### Дорослі
| Одиночний розряд. Чоловіки           |                                    |                    |
| Роджер Федерер                       | Марат Сафін                        | 7–6(7–3), 6–4, 6–2 |
|                                      |                                    |                    |
| Одиночний розряд. Жінки              |                                    |                    |
| Жустін Енен-Арденн                   | Кім Клейстерс                      | 6–3, 4–6, 6–3      |
|                                      |                                    |                    |
| Парний розряд. Чоловіки              |                                    |                    |
| Мікаель Льодра Фабріс Санторо        | Боб Браян Майк Браян               | 7–6(7–4), 6–3      |
|                                      |                                    |                    |
| Парний розряд. Жінки                 |                                    |                    |
| Вірхінія Руано Паскуаль Паола Суарес | Світлана Кузнецова Олена Лиховцева | 6–4, 6–3           |
|                                      |                                    |                    |
| Мікст                                |                                    |                    |
| Олена Бовіна Ненад Зімоньїч          | Мартіна Навратілова Леандер Паес   | 6–1, 7–6(7–3)      |
|                                      |                                    |                    |

### Юніори
| Одиночний розряд. Хлопці   |                                    |          |
| Гаель Монфіс               | Жосслен Уанна                      | 6–0, 6–3 |
|                            |                                    |          |
| Одиночний розряд. Дівчата  |                                    |          |
| Шахар Пеєр                 | Ніколь Вайдішова                   | 6–1, 6–4 |
|                            |                                    |          |
| Парний розряд. Хлопці      |                                    |          |
| Скотт Удсема Брендан Еванс | Девід Галич Девід Джефлі           | 6–1, 6–1 |
|                            |                                    |          |
| Парний розряд. Дівчата     |                                    |          |
| Чжань Юнжань Сунь Шеннань  | Вероніка Хвойкова Ніколь Вайдішова | 7–5, 6–3 |
|                            |                                    |          |